# Ацетиламинонитропропоксибензол
Ацетиламинонитропропоксибензол — препарат, иногда назначаемый в российской медицинской практике для местного применения в ЛОР-практике и стоматологии.
Слепые плацебо-контролируемые испытания препарата не проводились. 
Препарата нет в рекомендациях ВОЗ. Он не одобрен FDA, и ЕМА (European
Medicines Agency), и не зарегистрирован в США и Европе.
По утверждению производителей препарат обладает слабым местноанестезирующим и анальгезирующим действием. Форма выпуска — круглые драже белого цвета. Состав оболочки драже: сахароза, тальк, сироп декстрозы, эмульсия симетикона, жидкий и твёрдый парафин.

## Фармакологическое действие
Против кашля, оказывает анальгетическое, антисептическое и слабовыраженное местноанестезирующее действие. Устраняет непродуктивный раздражающий кашель.
Дозировка: Внутрь, по 25–50 миллиграммов 3–5 раз в сутки (не более 10), не разжёвывая, держать во рту до рассасывания.
Побочные действия: не исследованы. Возможна индивидуальная непереносимость.

Беременность и лактация: не исследовано. Принимать во время беременности и лактации нежелательно.
Показания к применению:
- воспалительные заболевания дыхательных путей (тонзиллит, фарингит, ларингит);
- воспалительные заболевания полости рта (гингивит, стоматит);
- рефлекторный кашель (непродуктивный, раздражающий);
- подготовка к инструментальным исследованиям полости рта и зева, снятию слепков и примерке зубных протезов.